# Ramus buccalis superior nervi facialis

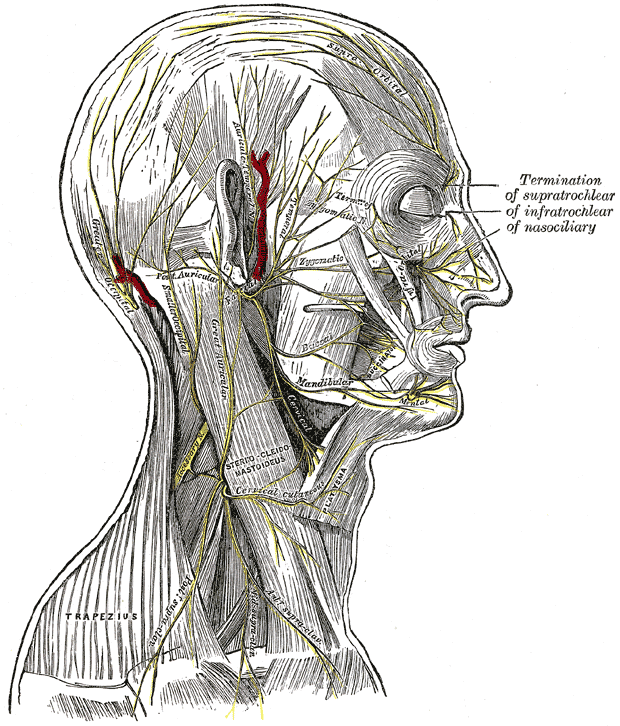
A fej idegei

A ramus buccalis superior nervi facialis az arcideg (nervus facialis) egyik ága. A musculus zygomaticus major és a musculus levator labii superioris alatt fut és be is idegzi őket. Beidegzi még a musculus zygomaticus minort, az ajak mozgató izmokat és néhány orrizmot is. Belecsatlakozik a ramus labialis superioris nervi infraorbitalis-ba.

## Külső hivatkozás
- Kép Archiválva 2008. május 3-i dátummal a Wayback Machine-ben